# 樋籠
樋籠（ひろう）は、埼玉県春日部市の町丁。現行行政地名は樋籠のみ。丁番の設定のない単独町名である。住居表示未実施地区。郵便番号は344-0002。

## 地理
埼玉県の東部地域で、春日部市北部の利根川（大落古利根川）が造り出した沖積平野（中川低地）に位置する、八丁目の南東側に概ね平行して北東から南西にかけて細長い区域を持つ地区である。南部の県道春日部松伏線沿道に沿って東西に自然堤防の微高地であるが、地区の多くは後背湿地の低地に位置し、中央部の倉松川に架かる樋籠橋周辺に不明瞭ながら蛇行する旧河道がある。北部の向島地区にも自然堤防や氾濫平野が見られ、住宅が建っている。東側で上柳や新川、南側で牛島や樋堀、西側から北側にかけて八丁目と隣接する。
全域が市街化調整区域に位置するが、南部や最北部の自然堤防上を中心に古くからの農家に交じって戸建ての住宅が建ち並ぶ。中央部は農家などの住宅がほぼ皆無の田園地帯である。

### 河川
- 庄内古川（中川）
- 安戸落悪水路
- 倉松川

## 歴史
もとは江戸期より存在した下総国葛飾郡幸手領に属する樋籠村であった。寛永年間（1624年〜1645年）頃に武蔵国葛飾郡に属されたと思われる。古くは田宮荘の内にあったと云う。村高は正保年間の『武蔵田園簿』では樋籠新田として375石余（田247石余、畑127石余）、『元禄郷帳』によると294石余、『天保郷帳』によると296石余、『旧高旧領取調帳』によると294石余であった。助郷は日光街道粕壁宿に出役していた。化政期の戸数は50軒で、村の規模は東西12町余、南北15町余であった。地名の由来は、本来は「ひろう」ではなく「ひごめ」と呼ばれていた村で、用水の「樋」が集まる（「ひごめ」の「こめ」とは集まるの意）場所を意味すると云う。
- はじめは幕府領で、以降変遷なし。
- 幕末の時点では武蔵国葛飾郡に属し、明治初年の『旧高旧領取調帳』の記載によると、代官・小笠原甫三郎支配所が管轄する幕府領であった[8]。
- 1869年（明治2年）1月13日 - 下総知県事・水筑竜の管轄区域に葛飾県[8]を設置（葛飾郡も参照）。県庁は葛飾郡加村字坂之下に置かれる。
- 1871年（明治4年）11月13日 - 第1次府県統合により武蔵国葛飾郡のうち大場川および小合溜井以北の区域が埼玉県の管轄となる。
- 1879年（明治12年）3月17日 - 郡区町村編制法により成立した北葛飾郡に属す。郡役所は杉戸宿に設置。
- 1889年（明治22年）4月1日 - 町村制施行に伴い、樋籠村、八丁目村、小淵村、不動院野村、新川村、樋堀村、牛島村が合併し、北葛飾郡幸松村が成立[9]。樋籠村は幸松村の大字樋籠となる。
- 1940年（昭和15年） - 倉松落の排水不良を改善するため、1933年（昭和8年）に着手された新倉松川（現倉松川）の河川改修が完了し、流路が付け替えられる[10]。従来の流路は旧倉松落（通称、幸松川）となる。
- 1947年（昭和22年）9月 - カスリーン台風の襲来により、地内が大きな被害を受ける[5]。
- 1954年（昭和29年）7月1日 - 南埼玉郡春日部町、豊春村、武里村、北葛飾郡豊野村と合併し、市制を施行して春日部市となる[11][12]。春日部市の大字となる。
- 1958年（昭和33年）1月8日 - 地内の春日部市立幸松小学校が大字八丁目へ移転する。
- 1960年（昭和35年）8月 - 地内に第2加圧ポンプ場が設置される[13]。
- 1970年（昭和45年）8月 - 地内に東部浄水場が完成する[13]。
- 1975年（昭和50年）
  - 4月1日 - 地内にやなぎ保育園が開園する。
  - 4月30日 - 地内に春日部野田バイパスが暫定2車線で供用を開始する。
- 1983年（昭和58年） - 地内に埼葛広域農道が開通する。
- 1985年（昭和60年）5月1日 - 春日部市消防本部幸松分署が開署する。
- 2005年（平成17年）10月1日 - 春日部市が北葛飾郡庄和町と合併し、新たな春日部市が発足、同時に住所標記の簡略化のため市内の大字が廃止され[14]、大字樋籠は丁番の設定のない樋籠となる[15]。
- 2006年（平成18年）6月 - 地内の国道16号直下に地下放水路の首都圏外郭放水路およびその付帯施設が完成する。

### 存在していた小字
- 樋堀・柳原・向島[16]

## 世帯数と人口
2024年（令和6年）1月1日現在の世帯数と人口は以下の通りである
| 丁目 | 世帯数  | 人口  |
| ---- | ------- | ----- |
| 樋籠 | 442世帯 | 972人 |

## 小・中学校の学区
市立小・中学校に通う場合、学区は以下の通りとなる。
| 丁目 | 番地               | 小学校               | 中学校             |
| ---- | ------------------ | -------------------- | ------------------ |
| 樋籠 | 1番地 - 444番地    | 春日部市立幸松小学校 | 春日部市立東中学校 |
| 樋籠 | 446番地 - 1243番地 | 春日部市立牛島小学校 | 春日部市立東中学校 |

## 交通
地内に鉄道は敷設されていない。

### 道路
- 国道16号（春日部野田バイパス）
- 埼玉県道10号春日部松伏線
- 埼玉県道321号西金野井春日部線
- 埼葛広域農道

### バス
春日部駅東口から、関宿中央ターミナル方面への路線バスが多数運行されている。
朝日自動車境営業所
- 春日部駅東口 - イオンモール春日部前線他（系統番号：KB51-KB56[18]）
地区南端の埼玉県道10号および321号沿いに「東高校入口」「柳原」停留所が設置されている。

春日部市コミュニティバス「春バス」
地区内を縦貫・巡回する路線は設定されていない。以前は「粕壁 - 幸松地区ルート」で小渕団地からイオンモール春日部方面へのルートが設定され、「向島」停留所が設置されていたが、2024年1月3日限りで上記停留所の廃止およびルートが変更され、イオンモール春日部方面へは行かなくなった（詳細は当該項目を参照）。

## 施設
- 春日部消防署幸松分署
- 埼玉県立春日部東高等学校
- やなぎ保育園
- 首都圏外郭放水路 第三立坑
- 春日部市東部浄水場
- 介護老人保険施設ウイステリア
- 樋籠第一集会所
- 幸松排水機場
- 天神神社（天満宮）
  - 柳原地区集会所
- 樋籠第1公園（街区公園）
- 樋籠第2公園（街区公園）
- 樋籠第3公園（街区公園）
- 樋籠第4公園（街区公園）
- 向島ちびっ子広場

### 過去の施設
- 樋籠ちびっ子広場 - 介護老人保険施設ウイステリアの建設の際に廃止され、その南側駐車場となっている。